# Lau Mulder

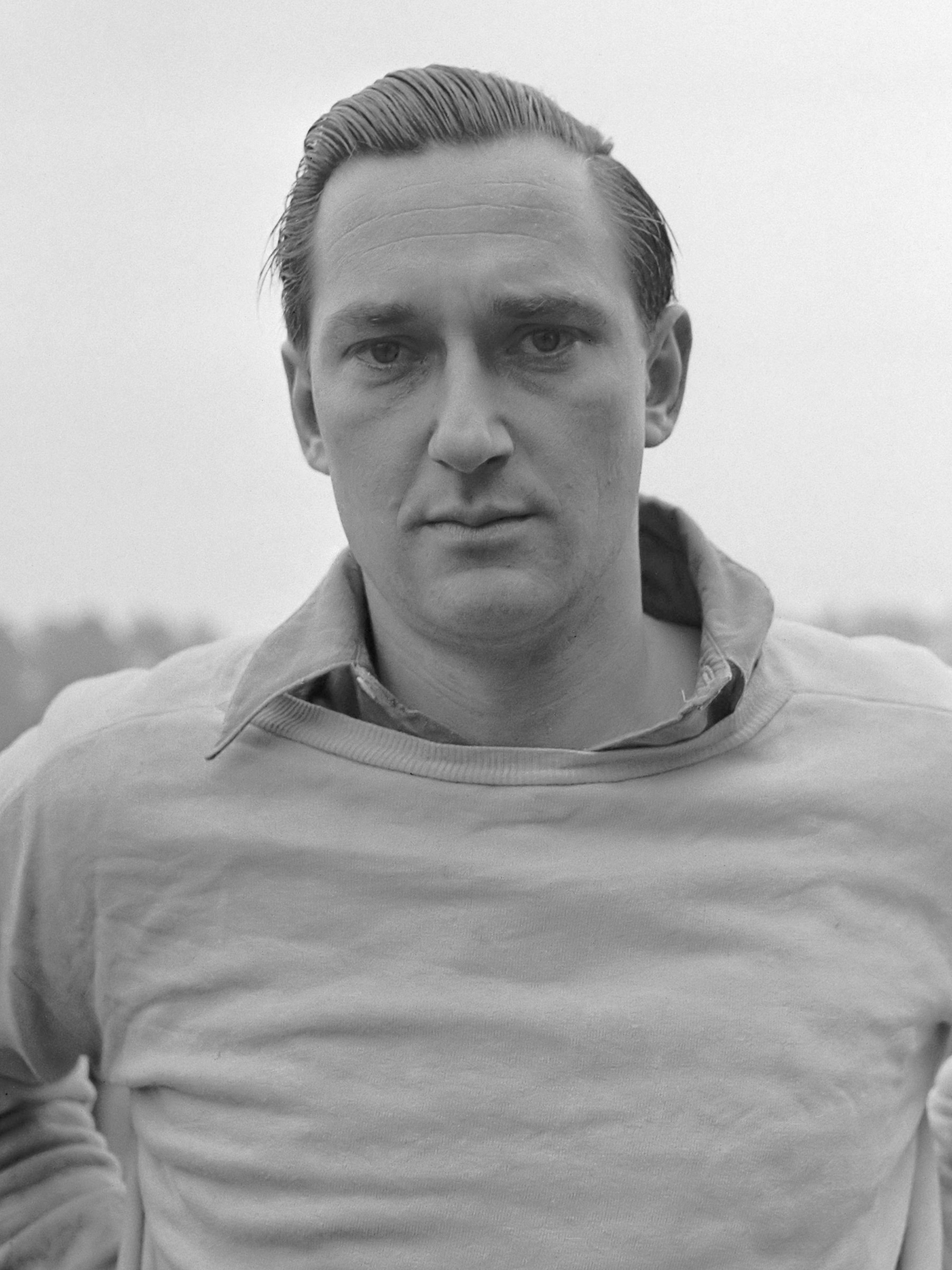
Laurens Siebrand Mulder (1956)

Laurens „Lau“ Siebrand Mulder (* 7. Juli 1927 in Batavia; † 29. Januar 2006 in Uithoorn) war ein niederländischer Hockeyspieler, der bei den Olympischen Spielen 1952 die Silbermedaille gewann.

## Sportliche Karriere
Lau Mulder spielte als Torwart beim Amsterdamsche Hockey & Bandy Club, mit dem er 1962 niederländischer Meister wurde. Von 1952 bis 1961 wirkte er in 44 Länderspielen mit.
Lau Mulder debütierte einen Monat vor den Olympischen Spielen 1952 in der Nationalmannschaft. In Helsinki nahmen nur zwölf Mannschaften am Hockeyturnier teil. In der ersten Runde erhielten vier Mannschaften ein Freilos, darunter die Niederländer. Im Viertelfinale besiegten die Niederländer die deutsche Mannschaft mit 1:0. Ebenfalls mit 1:0 endete das Halbfinale gegen die pakistanische Mannschaft. Im Finale unterlagen die Niederländer der indischen Mannschaft mit 1:6. Mulder spielte bei allen drei Spielen ohne Auswechslung durch.
1956 hätte Mulder noch einmal an Olympischen Spielen teilnehmen sollen. Aber nach dem Volksaufstand in Ungarn boykottierten die Niederlande die Spiele in Melbourne. Mulder blieb bis 1957 Stammtorwart der Nationalmannschaft, danach bestritt er bis 1961 noch einzelne Spiele.